# 1-й корпус ППО (Третій Рейх)
1-й корпус ППО (нім. I. Flak-Korps) — корпус протиповітряної оборони Люфтваффе за часів Другої світової війни.

## Історія
I-й корпус ППО був сформований 3 жовтня 1939

## Райони бойових дій
- Німеччина (жовтень 1939 — травень 1940);
- Франція (травень — вересень 1940);
- Німеччина (вересень 1940 — березень 1941);
- Німеччина (Східна Пруссія) (березень — червень 1941);
- СРСР (центральний напрямок) (червень 1941 — травень 1942);
- СРСР (південний напрямок) (травень 1942 — листопад 1942);
- СРСР (південний напрямок) (лютий 1943 — жовтень 1944);
- Польща (жовтень 1944 — лютий 1945);
- Німеччина (лютий — травень 1945).

## Командування

### Командири
- генерал-полковник Губерт Вайзе (нім. Hubert Weise) (3 жовтня 1939 — 23 березня 1941);
- генерал зенітних військ Вальтер фон Акстельм (нім. Walter von Axthelm) (1 квітня — 20 грудня 1941);
- генерал зенітних військ Ріхард Райманн (нім. Richard Reimann) (20 грудня 1941 — 2 квітня 1942);
- генерал-полковник Отто Десслох (нім. Otto Dessloch) (2 квітня — листопад 1942; лютий-червень 1943);
- генерал зенітних військ Ріхард Райманн (червень 1943 — 2 травня 1945);
- генерал зенітних військ Вальтер фон Акстельм (2 — 8 травня 1945).

## Бойовий склад 1-го корпусу ППО
Формування управління, забезпечення та підтримки
- 101-й авіаційний полк зв'язку (Luftnachrichten Regiment 101);
- I-е корпусне управлення постачань (Korps Nachschubführer I);
- авіаційна ескадрилья корпусу (Fliegerstaffel).

- 101-й зенітний полк (101. Flak Regiment);
- 102-й зенітний полк (102. Flak Regiment);
- 104-й зенітний полк (104. Flak Regiment).

- I-ша зенітна бригада (Flak Brigade I);
- II-га зенітна бригада (Flak Brigade II).

- 9-та зенітна дивізія (9. Flak Division);
- 10-та зенітна дивізія (10. Flak Division);
- 15-та зенітна дивізія (15. Flak Division);
- 17-та зенітна дивізія (17. Flak Division).

- 9-та зенітна дивізія;
- 10-та зенітна дивізія;
- 15-та зенітна дивізія;
- 17-та зенітна дивізія.

- 10-та зенітна дивізія;
- 17-та зенітна дивізія.

- 10-та зенітна дивізія;
- 11-та зенітна дивізія (11. Flak Division);
- 17-та зенітна дивізія.